# Mitu mitu
El paují de Alagoas (Mitu mitu) es una especie de ave galliforme de la familia Cracidae nativa de la Mata Atlántica brasileña, estados de Alagoas y Pernambuco, extinta en estado silvestre y de la cual sobreviven algo más de 100 ejemplares en cautividad.

## Descripción
Su tamaño alcanza hasta 89 cm y 3 kg de peso. Plumaje negro azulado con el abdomen y los costados castaños y la punta de la cola castaño claro. Pico rojo, más claro o amarillo en la punta, muy arqueado y comprimido, elevado hacia la base. Patas anaranjadas. Se considera que proviene del primer linaje en desprenderse dentro del género Mitu, es decir el más basal.

## Hábitat
Habitaba bosques húmedos y otros bosques de tierras bajas en el nororiente de Brasil, cerca de la costa, alimentándose de semillas. Se extinguió en la naturaleza debido a la destrucción de su hábitat por la extensión de las plantaciones de caña de azúcar en el Nordeste brasileño y también por la caza indiscriminada.

## Esfuerzos de conservación
Como esta especie está extinta en la naturaleza, la población total de 130 aves solo persiste en dos poblaciones cautivas separadas. Se está organizando un plan de reintroducción, aunque enfrenta desafíos. Incluso si la población pudiera criarse en números saludables, la especie necesitaría ser reintroducida en una gran área geográfica natural. La expansión humana y la superpoblación han provocado la destrucción de casi todo el hábitat natural del guajolote de Alagoas. Se ha propuesto un sitio potencial de reintroducción. Deberían tomarse precauciones para evitar la caza ilegal de la especie después de la reintroducción.

## Registro
Esta ave fue mencionada por el naturalista alemán Georg Marcgraf en su libro Historia Naturalis Brasiliae publicado en 1648. Posteriormente se le confundió con Mitu tuberosa, especie con la cual está más relacionada. Sin embargo, fue redescubierta en 1951 en Alagoas.
Sus últimos registros en estado silvestre datan de 1978, 1984 y 1987. La población total en cautiverio era de 60 en 1986 y apenas 34 en 1993. Fue protegida por la Ley brasileña y listada en el Appendix I de CITES. Hoy en día, sobrepasa los 100 gracias a los programas para salvar la especie.